# Cristian Osvaldo Álvarez
Cristian Osvaldo Álvarez (Buenos Aires, 9 gennaio 1978) è un ex calciatore argentino, di ruolo difensore.

## Caratteristiche tecniche
È un terzino destro.